# باکره سرخ
باکرهٔ سرخ (اسپانیایی: Hildegart‎) یک فیلم درام اسپانیایی به کارگردانی پائولا اورتیس است که در سال ۲۰۲۳ منتشر خواهد شد. این فیلم دربارۀ ماجرای واقعی رویارویی ایلدگارت رودریگس کارباییرا با مادرش آئورورا رودریگس کارباییرا است.

## گزیدهٔ بازیگران
- نایوا نیمری در نقش آئورورا[۷]
- آلبا پلاناس در نقش ایدلگارت[۷]
- آشا بیاگران در نقش ماکارنا[۸]
- پاتریک کریادو در نقش آبل[۸]
- پپه ویوئلا در نقش گوسمان[۸]